# دارين إنجلاند
دارين إنجلاند هو حكم كرة قدم في الدوري الإنجليزي الممتاز، تمت ترقيته في آب عام 2020. أعلن مجلس مسؤولي المباريات الاحترافية في كانون الأول من عام 2021 أنه تم إضافة إنجلاند إلى قائمة فيفا 2022 لمسؤولي المباريات الدولية. 
كان إنجلاند قبل ذلك حكماً من فئة المجموعة 2 منذ عام 2017، وقد كان سابقاً حكماً مساعداً في الدوري الإنجليزي الممتاز بين عامي 2012 و2015.

## الحياة المهنية
أدار إنجلاند نهائي الدوري الثاني في 2017 بين بلاكبول ضد إكستر سيتي، ثم تمت ترقيته إلى قائمة اختيار المجموعات 2.
ظهر إنجلاند على صفحات وسائل التواصل الاجتماعي الخاصة بمسؤولي المباريات الاحترافية، وأُجريت مقابلات معه حول تجربته في التحكيم والتي كانت جزءًا من حملة كسر حاجز مسؤولي المباريات الاحترافية. 